# Norfenfluramina
Norfenfluramina, também conhecida como 3-Trifluorometilanfetamina, é uma droga nunca comercializada da classe química das anfetaminas que atua como agente liberador de serotonina e noradrenalina, especialmente como agonista potente dos receptores 5-HT 2A, 5-HT2B e 5-HT2C. A ação da norfenfluramina nos receptores 5-HT2B nas válvulas cardíacas provoca o desenvolvimento característico de insuficiência cardíaca após a proliferação de fibroblastos na válvula tricúspide, de modo que provoca fibrose cardíaca. Esse efeito colateral levou à  retirada da fenfluramina como agente anorexígeno em todo o mundo e à retirada do benfluorex [en] na Europa, pois tanto a fenfluramina quanto o benfluorex possuem a norfenfluramina como metabólito ativo. Também é um agonista do receptor associado a aminas traço do tipo 1 (TAAR1 [en]).